# Dąbrówno (gromada)
Dąbrówno – dawna gromada, czyli najmniejsza jednostka podziału terytorialnego Polskiej Rzeczypospolitej Ludowej w latach 1954–1972.
Gromady, z gromadzkimi radami narodowymi (GRN) jako organami władzy najniższego stopnia na wsi, funkcjonowały od reformy reorganizującej administrację wiejską przeprowadzonej jesienią 1954 do momentu ich zniesienia z dniem 1 stycznia 1973, tym samym wypierając organizację gminną w latach 1954–1972.
Gromadę Dąbrówno z siedzibą GRN w Dąbrównie utworzono – jako jedną z 8759 gromad na obszarze Polski – w powiecie ostródzkim w woj. olsztyńskim na mocy uchwały nr 22 WRN w Olsztynie z dnia 4 października 1954. W skład jednostki weszły obszary dotychczasowych gromad Brzeźno Mazurskie, Dąbrówno, Leszcz i Okrągłe ze zniesionej gminy Dąbrówno w powiecie ostródzkim oraz obszar dotychczasowej gromady Wądzyń ze zniesionej gminy Żabiny w powiecie działdowskim w tymże województwie. Dla gromady ustalono 14 członków gromadzkiej rady narodowej.
1 stycznia 1960 do gromady Dąbrówno włączono wsie Lewałd Wielki, Odmy i Stare Miasto oraz osady Folągi i Zielonka ze zniesionej gromady Elgnowo w tymże powiecie.
22 grudnia 1971 do gromady Dąbrówno włączono miejscowości Bartki, Czerlin, Elgnowo, Fiugajki, Giętlewo, Jagodziny, Janowo, Klonowo, Klonówko, Lubstynek, Marwałd, Napromek, Pląchawy, Radomki, Tułodziad, Wierzbica, Wólka Klonowska i Wygoda ze zniesionej gromady Marwałd w tymże powiecie.
Gromada przetrwała do końca 1972 roku, czyli do kolejnej reformy gminnej. 1 stycznia 1973 w powiecie ostródzkim reaktywowano gminę Dąbrówno.